# Ossas-Suhare
Ossas-Suhare – miejscowość i gmina we Francji, w regionie Nowa Akwitania, w departamencie Pireneje Atlantyckie.
Według danych na rok 1990 gminę zamieszkiwało 100 osób, a gęstość zaludnienia wynosiła 14 osób/km² (wśród 2290 gmin Akwitanii Ossas-Suhare plasuje się na 1076. miejscu pod względem liczby ludności, natomiast pod względem powierzchni na miejscu 1271.).